# Pekuncen (Jatilawang)
Pekuncen is een bestuurslaag in het regentschap Banyumas van de provincie Midden-Java, Indonesië. Pekuncen telt 4084 inwoners (volkstelling 2010).